# Back Home (álbum de Opa)
Back Home es el primer álbum de Opa, que en realidad es una maqueta grabada con un Teac 3440 de cuatro pistas por el productor Larry Rosen, entre los meses de julio y agosto de 1975, en el Holly Place Studio de Nueva York, y que nunca fue liberado hasta 1996, año en que fue lanzado en CD por Perro Andaluz.
El álbum incluye las primeras versiones de "Goldenwings", "Corre niña" y "African Bird", temas que formarían parte del disco Goldenwings. Y la primera versión de "Brother Rada", tema que formaría parte del disco A Los Shakers.
"Never Can Say Goodbye" es un ejemplo de las canciones de moda que Opa versionaba trabajando en clubes nocturnos.
"Brooklynville" y "One+One+One Is Two" fueron incluidas en el compilado de Opa The Candombe Jazz 'n' Funk Vibe 1975 - 1977 editado en España en 2003 por el sello Nuevos Medios.
El disco fue reeditado en 2003 en España por Vampi Soul, en CD y vinilo. Otra versión fue lanzada en CD en 2007 por Lion Productions en Estados Unidos, con el nombre Back Home: The Lost 1975 Sessions e incluye un tema extra "I Come To This Country" (de Hugo Fattoruso y George Fattoruso), primer demo del grupo, grabado en 1972.

## Temas
- 1. Goldenwings (George Osvaldo Fattoruso, Hugo Fattoruso)
- 2. Brooklynville (Hugo Fattoruso, Ringo Thielmann)
- 3. Brother Rada (George Osvaldo Fattoruso, Hugo Fattoruso)
- 4. African Bird (Rubén Rada)
- 5. One+One+One Is Two (George Osvaldo Fattoruso, Hugo Fattoruso)
- 6. Corre Niña (George Osvaldo Fattoruso, Hugo Fattoruso)
- 7. Casa Forte (Edu Lobo)
- 8. Never Can Say Goodbye (Clifton Davis)
- 9. Back Home (The Inner Cry) (Hugo Fattoruso)

Además y solo en el CD versión año 2007 de Lion Productions:
- 10. I Come To This Country (Hugo Fattoruso, George Osvaldo Fattoruso)

## Ficha técnica
- Hugo Fattoruso - Voces, teclados y armónica
- George Osvaldo Fattoruso - Batería, percusión, voces, flauta y armónica
- Ringo Thielmann - Bajo, voces y armónica
- Pappo Atiles - Congas y percusión

- Datos: Q5716090